# VFTS 682
VFTS 682는 대마젤란 은하에 있는 볼프-레이에 별이다. 타란툴라 성운 내 R136의 중심으로부터 북동쪽으로 약 95 광년 떨어진 곳에 있다. 질량은 태양의 약 150배에 밝기는 태양의 약 320만 배로 발견된 항성 중 가장 밝은 그룹과 가장 무거운 항성 무리에 속한다.

## 밝기
이 별의 막대한 질량(태양의 약 150배)은 중심핵을 압축하여 CNO 순환을 통해 격렬하게 핵융합 작용을 일으켜 극도로 밝은 빛을 만들어낸다. 물리적 반지름은 태양의 약 22배에 불과하나 밝기는 320만 배에 이른다.

## 표면 온도
그러나 표면온도가 매우 뜨거운 만큼, 가시광선 영역만으로 광도를 측정하면 태양의 약 43,000 배 수준으로 크게 떨어진다.

## 항성풍
VFTS 682는 초당 약 2,600 킬로미터 속도로 항성풍을 우주로 방출하고 있다. 항성의 우주 속도와 R136과의 근접성 등을 고려하면 이 별은 원래 R136에서 태어났으나 가까이 있던 천체와의 조우 결과 중력권 밖으로 내쳐져 나온 것으로 추측된다.

## 진화
VFTS 682처럼 아주 무거우면서 중원소함량이 대마젤란 성운 구성원과 비슷한 별은 강력한 대류와 자전으로 인한 혼합작용으로 내부조성물이 거의 균일하다. 그 결과 아직 중심핵에서 수소를 태우는 단계에 있음에도 항성 표면에까지 헬륨과 질소가 다량 드러나게 된다. 별의 자전속도는 항성이 질량을 잃고 부풀어오르면서 느려져서, 중심핵이 붕괴되는 과정까지 진화가 이루어지더라도 감마선 폭발은 일어나지 않을 것이다. 대신 곧장 울프-레이에별로 진화한 뒤 WN, WC, WO 단계를 순서대로 밟은 뒤 Ic형 초신성으로 폭발하고 블랙홀을 남길 것이다. 수명은 전부 합쳐서 약 200만 년 정도로 삶의 대부분에 걸쳐 O형 스펙트럼의 빛을 방출하다가 삶의 끝 잠깐동안 볼프-레이에별 분광형을 보여줄 것이다.